# Embalse de Dadin Kowa
El embalse de Dadin Kowa se encuentra en el río Gongola, en el estado de Gombe, al nordeste de Nigeria, en el departamento de Yamaltu-Deba. Es un afluente del río Benue, principal tributario del río Níger.
El embalse provee de agua corriente a la ciudad de Gombe, a 35 km al oeste de la presa. Gombe tiene 262.000 habitantes y es la capital del tradicional emirato de Gombe, que coincide con el estado del mismo nombre.
La presa fue concluida en 1984, con el objetivo de producir electricidad y agua suficiente para las plantaciones de azúcar que había de irrigar el río Gongola. A 4 km al pie de la presa se encuentra la población de Deba Habe, con una población estimada de 8.300 habitantes.
Treinta años después de su construcción, la presa seguía sin suministrar electricidad ni regaba las 44.000 hectáreas previstas.

## Descripción
El embalse tiene una capacidad de 800 millones de m³ y ocupa una superficie de 300 km², con un gran potencial como fuente de pescado. Para su construcción, fueron realojadas unas 26 000 personas. Desgraciadamente, se sospecha que el pantano se convirtió en un inmenso criadero de moscas negras (Simuliidae), causantes de enfermedades como la oncocercosis.
El costo de la obra fue 8200 millones de nairas nigerianas, unos 412 millones de dólares, y se encargó de la obra una empresa china, CGC Nigeria, durante la administración del gobernador Mohammed Danjuma Goje. En 2010, el embalse proporcionaba 30.000 m³ diarios de agua tratada en una planta a 3 km de la presa. Con ella se suministraba agua a la capital y a las comunidades situadas a lo largo de la carretera.
En agosto de 2001, el gobierno federal anunció que invertiría 32 millones de dólares en completar la obra. A esto se añadieron 35 millones en 2009 para generar electricidad y 2,5 millones para completar el canal que había de regar 6.600 hectáreas de granjas.

## Ecosistema y población
En la zona administrativa de Yamaltu Deba, la población predominante es de las etnias terra, fulani y hausas.
El paisaje es un mosaico de selva y sabana de Guinea.
Un estudio realizado en 2013 sobre los peces existentes en el embalse mostró que la especie más abundante es Hydrocynus brevis, seguida de Labeo senegalensis y Mormyrus senegalensis.
Entre 2013 y 2015, un hipopótamo sembró el terror entre los habitantes de la zona que rodea la presa, hasta que fue muerto por el ejército.
En julio de 2015, un atentado con bomba dejó al menos 30 muertos en Gombe. Una gran parte del nordeste de Nigeria, donde está la presa, está controlado por las milicias de Boko Haram, que ha declarado la región un califato. La zona está prácticamente en guerra. En febrero de 2015, los guerrilleros de Boko Haram tomaron la localidad de Dadin Kowa con 36 vehículos todoterreno y varias docenas de motocicletas. El ataque se repitió en abril en Gombe.
Dadin Kowa es el nombre de una serie de televisión nigeriana muy popular en 2014 y a principios de 2015, producida por AREWA24 en idioma hausa.